# Professionalità nel reato
La Professionalità nel reato è un istituto del diritto penale disciplinato dall'art. 105 del codice penale italiano.

## Condizioni
Perché sia dichiarata la professionalità nel reato, devono sussistere le seguenti condizioni:
- il reo riporti una condanna, trovandosi già nelle condizioni della delinquenza abituale;
- che venga accertata che il reo viva abitualmente dei proventi del reato

(Esempio: il ricettatore di professione).

## Effetti
La dichiarazione di delinquente professionale comporta la condanna a una misura di sicurezza a un'assegnazione ad una colonia agricola o casa di lavoro per la durata minima di tre anni.

## Testi normativi
- Codice penale italiano